# ليبيا في الألعاب الأولمبية الصيفية 2020
شاركت ليبيا في الألعاب الأولمبية الصيفية 2020 التي أقيمت في طوكيو في اليابان، حيث كان من المفترض أن تقام الألعاب في الفترة من 24 تموز\يوليو إلى 9 آب\أغسطس 2020، إلا أنها تأجّلت إلى 23 تموز\يوليو -8 آب\أغسطس 2021 بسبب جائحة فيروس كورونا. وتعتبر هذه المشاركة الثانية عشرة لليبيا في الألعاب الأولمبية الصيفية منذ مشاركتها الأولى في دورة الألعاب الأولمبية الصيفية 1964 التي أقيمت في طوكيو أيضاً؛ وكانت سبعة من هذه المشاركات تحت اسم الجماهيرية العربية الليبية.

## المنافسون
فيما يلي قائمة بعدد اللاعبين الذين نافسوا في الألعاب:
| الرياضة     | الرجال | النساء | المجموع |
| ----------- | ------ | ------ | ------- |
| ألعاب القوى | 0      | 1      | 1       |
| الجودو      | 1      | 0      | 1       |
| التجديف     | 1      | 0      | 1       |
| السباحة     | 1      | 0      | 1       |
| المجموع     | 3      | 1      | 4       |

## ألعاب القوى
تلقت ليبيا دعوة من الاتحاد الدولي لألعاب القوى لإرسال لاعبة أنثى إلى الألعاب الأولمبية الصيفية 2020.
- ملاحظة–المراكز المعطاة في منافسات المضمار تكون ضمن الجولة التمهيدية لللاعب فقط
- Q = متأهل للجولة التالية
- q = متأهل للجولة التالية كأسرع خاسر أو, في منافسات الميدان، حسب مركز اللاعب دون تحقيق هدف التأهيل
- NR = رقم وطني
- N/A = لا تنطبق هذه الجولة على المنافسة
- Bye = لا يتطلب من اللاعب المنافسة في هذه الجولة

منافسات المضمار والطرق
| اللاعب    | المنافسة           | التمهيدية | التمهيدية | الجولة 1 | الجولة 1 | نصف النهائي | نصف النهائي | النهائي  | النهائي  |
| اللاعب    | المنافسة           | النتيجة   | المركز    | النتيجة  | المركز   | النتيجة     | المركز      | النتيجة  | المركز   |
| --------- | ------------------ | --------- | --------- | -------- | -------- | ----------- | ----------- | -------- | -------- |
| هديل عبود | سباق 100 متر سيدات | 12.70 PB  | 5         | لم تتأهل | لم تتأهل | لم تتأهل    | لم تتأهل    | لم تتأهل | لم تتأهل |

## الجودو
تلقّى علي عمر (لاعب جودو) لقباً قاريًا من إفريقيا كأفضل لاعب جودو في البلاد خارج موقع التأهل المباشر في قائمة التصنيف العالمي للاتحاد الدولي للجودو في 28 يونيو 2021. أهّلت ليبيا هذا اللاعب الوحيد من فئة الوزن الثقيل (+100 كغم) للألعاب الأولمبية. .
| الرياضي | المنافسة      | دور 32                              | دور 16          | الدور ربع النهائي | الدور نصف النهائي | الملحق          | النهائي/ BM     | النهائي/ BM |
| الرياضي | المنافسة      | المنافس النتيجة                     | المنافس النتيجة | المنافس النتيجة   | المنافس النتيجة   | المنافس النتيجة | المنافس النتيجة | المركز      |
| ------- | ------------- | ----------------------------------- | --------------- | ----------------- | ----------------- | --------------- | --------------- | ----------- |
| على عمر | رجال +100 كغم | فلاد سيميونيسكو (رومانيا) · L 10-00 | لم يتأهل        | لم يتأهل          | لم يتأهل          | لم يتأهل        | لم يتأهل        | لم يتأهل    |

## التجديف
تأهل من ليبيا زورق تجديف واحد في فردي الرجال للألعاب بعد تصدرها المبارة النهائية-ب في سباق القوارب المؤهّل للألعاب الأولمبية الأفريقية 2019 الذي أقيم في مدينة تونس.
| الحسين قمبور | زوارق التجديف الفردية رجال | 7:52.37 | 5 R | 7:57.88 | 4 SE/F | — | — | 7:55.98 | 3 FE | 7:47.64 | 29 |

فهرس التأهل: FA=النهائي أ (ميدالية); FB=النهائي ب (بلا ميدالية); FC=النهائي ج (بلا ميدالية); FD=النهائي د (بلا ميدالية); FE=النهائي هـ (بلا ميدالية); FF=النهائي و (بلا ميدالية); SA/B=نصف النهائي أ\ب; SC/D=نصف النهائي C/D; SE/F=نصف النهائي هـ\و; QF=ربع النهائي; R=Repechage

## السباحة
تلقّت ليبيا دعوةً من الاتحاد الدولي للسباحة لإرسال أفضل السباحين الذكور في المنافسات الفردية إلى الأولمبياد، وفق نظام النقاط الذي اعتمده الاتحاد في 28 يونيو\حزيران 2021.
| اللاعب    | المنافسات                                                    | المرحلة التمهيدية | المرحلة التمهيدية | نصف النهائي | نصف النهائي | النهائي  | النهائي  |
| اللاعب    | المنافسات                                                    | الزمن             | المركز            | الزمن       | المركز      | الزمن    | المركز   |
| --------- | ------------------------------------------------------------ | ----------------- | ----------------- | ----------- | ----------- | -------- | -------- |
| عدي حسونة | السباحة في الألعاب الأولمبية الصيفية 2020 – 200 متر حرة رجال | 1:56.27           | 39                | لم يتأهل    | لم يتأهل    | لم يتأهل | لم يتأهل |